# Gradually Going Tornado
Gradually Going Tornado is het derde en laatste studiomuziekalbum van de jazzrockformatie Bruford. Nadat Annette Peacock is verdwenen, heeft nu ook Allan Holdsworth zijn heil ergens anders gezocht; hij begint een solocarrière of zet die voort. Hij werd vervangen door John Clark. Hij wordt op de hoestekst van het album vermeld als The "Unknown" John Clark. Verder wordt Rod Argent's Shop van Rod Argent (Argent) bedankt, die de toetsinstrumenten leverde.

## Musici
- John Clark – gitaar
- Jeff Berlin – basgitaar
- Dave Stewart – toetsen
- Bill Bruford – slagwerk

Aanvullende musici: Georgie Born, cello (2) en Barbara Gaskin en Amanda Parsons zang.

## Composities
1. Age of information (BB/DS)
2. Gothic 17 (BB/DS)
3. Joe Frazier (JB)
4. Q.E.D. (BB/DS)
5. The sliding door (BB/DS)
6. Palewell Park (BB)
7. Plans for J.D.(BB)
8. Land's end (DS)